# Dorcadion nigrostriatum
Dorcadion nigrostriatum là một loài bọ cánh cứng trong họ Cerambycidae.